# Wilmot (Arkansas)
Wilmot város az USA Arkansas államában, Ashley megyében. Lakosainak száma 416 fő (2020. április 1.).

## Népesség
A település népességének változása:
| Lakosok száma | 378  | 550  | 416  |
|               | 1900 | 2010 | 2020 |